# Сакраменталии
Сакрамента́лии (лат. sacramentalia) — католические священнодейственные обряды или предметы, освящённые в этих обрядах. Термин «сакраменталии» используется, преимущественно, Католической церковью. К числу сакраменталий относятся, например, освящение воды, благословение людей или предметов, посыпание пепла в Пепельную среду и так далее.
Сакраменталии следует отличать от таинств (лат. sacramentum, мн. ч. sacramenta). Согласно Катехизису Католической Церкви, «Святая Матерь Церковь установила сакраменталии (священнодейственные обряды). Это — священные знамения, которыми по некоему подобию таинств, обозначаются и по молитве Церкви воспринимаются главным образом духовные плоды. Через них люди получают расположение к принятию главнейшего действия таинств, и освящаются различные жизненные обстоятельства. <...> Они непременно содержат молитву, часто сопровождаемую определенным знаком — таким, как возложение рук, крестное знамение, окропление святой водой (напоминающее Крещение). <...> Сакраменталии не дают благодати Святого Духа, как таинства, но церковной молитвой они подготавливают к её принятию и располагают человека к сотрудничеству» (ККЦ, ч. 2, разд. 2, гл. 4, ст. 1).
В Православной Церкви также существуют многочисленные священнодействия и предметы, которые могут быть отнесены к сакраменталиям, однако сам этот термин, как правило, не используется. Обычно говорится об освящении, благословении, освящённых предметах и т. п.